# Kabinett D’Azeglio II
Das Kabinett D’Azeglio II regierte das Königreich Sardinien-Piemont vom 21. Mai bis zum 4. November 1852. Ministerpräsident Massimo d’Azeglio war mit seinem ersten Kabinett zurückgetreten, weil sein konservativer Parteikollege und Minister Camillo Benso von Cavour die Wahl des Oppositionspolitikers Urbano Rattazzi zum Präsidenten der Abgeordnetenkammer unterstützt hatte und sich darüber hinaus zwischen Cavour und Rattazzi ein erweitertes politisches Bündnis abzeichnete (Connubio). Vom zweiten Kabinett D’Azeglio wurde Cavour daher ausgeschlossen.
D’Azeglio trat wegen des andauernden Konflikts um die Trennung zwischen Kirche und Staat zurück, insbesondere wegen der Weigerung von König Viktor Emanuel II., ein vom Parlament verabschiedetes Gesetz über die Einführung der Zivilehe zu unterschreiben. Papst Pius IX. hatte Viktor Emanuel II. dazu gedrängt. Es folgte das Kabinett Cavour I, das sich im Parlament auf die von Cavour geschmiedete erweiterte Koalition stützen konnte.

## Minister

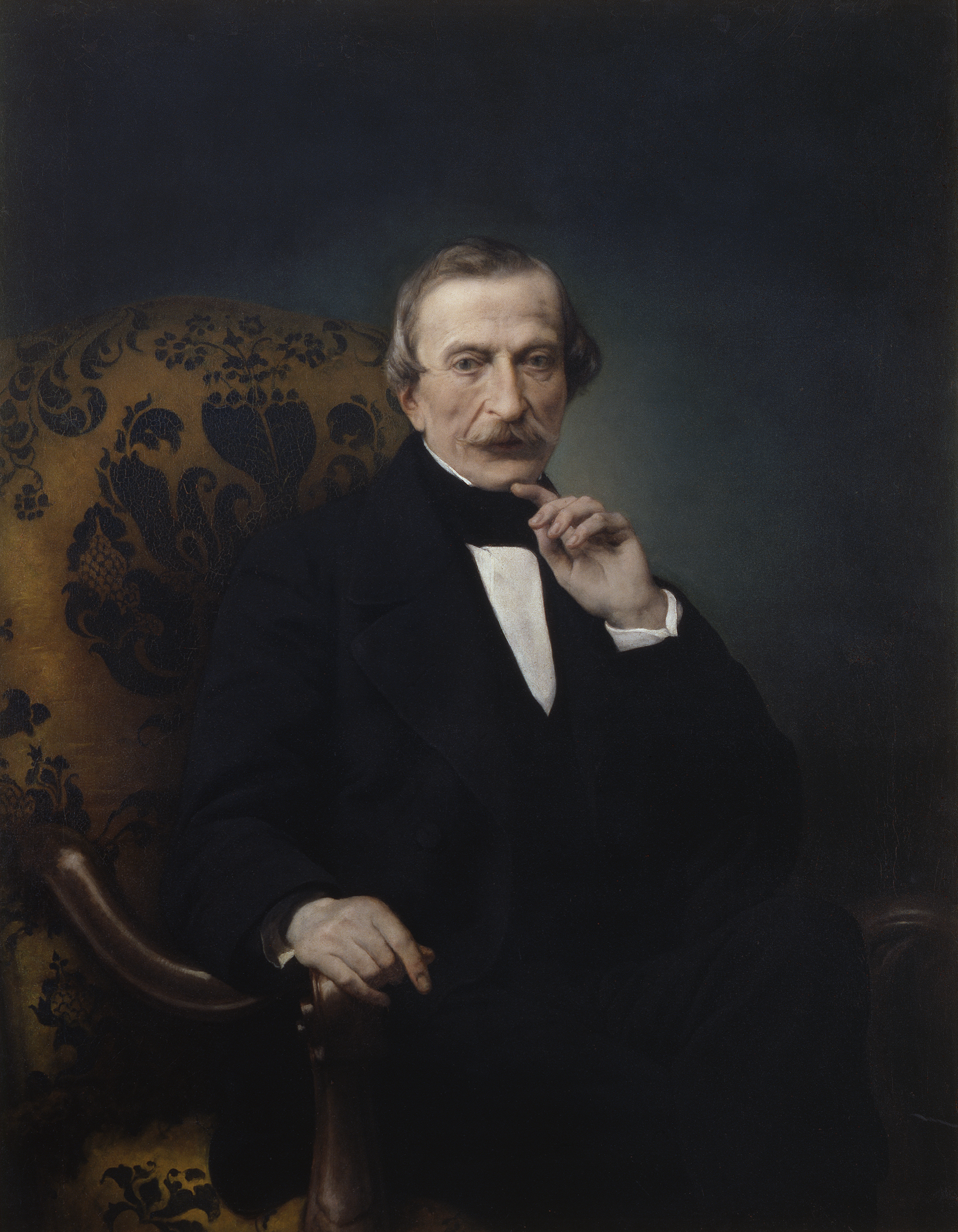
Massimo d’Azeglio

| Ministerien                       | Name                                      |
| --------------------------------- | ----------------------------------------- |
| Ministerpräsident                 | Massimo d’Azeglio                         |
| Äußeres                           | Massimo d’Azeglio                         |
| Inneres                           | Alessandro Pernati di Momo                |
| Justiz und Kirchenangelegenheiten | Carlo Bon Compagni di Mombello            |
| Krieg                             | Alfonso La Marmora                        |
| Finanzen                          | Luigi Cibrario                            |
| Öffentliche Arbeiten              | Pietro Paleocapa                          |
| Bildung                           | Carlo Bon Compagni di Mombello (reggente) |